# Castaneda (Suíça)
Castaneda é uma comuna da Suíça, no Cantão Grisões, com cerca de 229 habitantes. Estende-se por uma área de 3,94 km², de densidade populacional de 58 hab/km². Confina com as seguintes comunas: Buseno, Grono, Roveredo, Santa Maria in Calanca, San Vittore, Verdabbio.
A língua oficial nesta comuna é o italiano.